# 費內齊亞峰

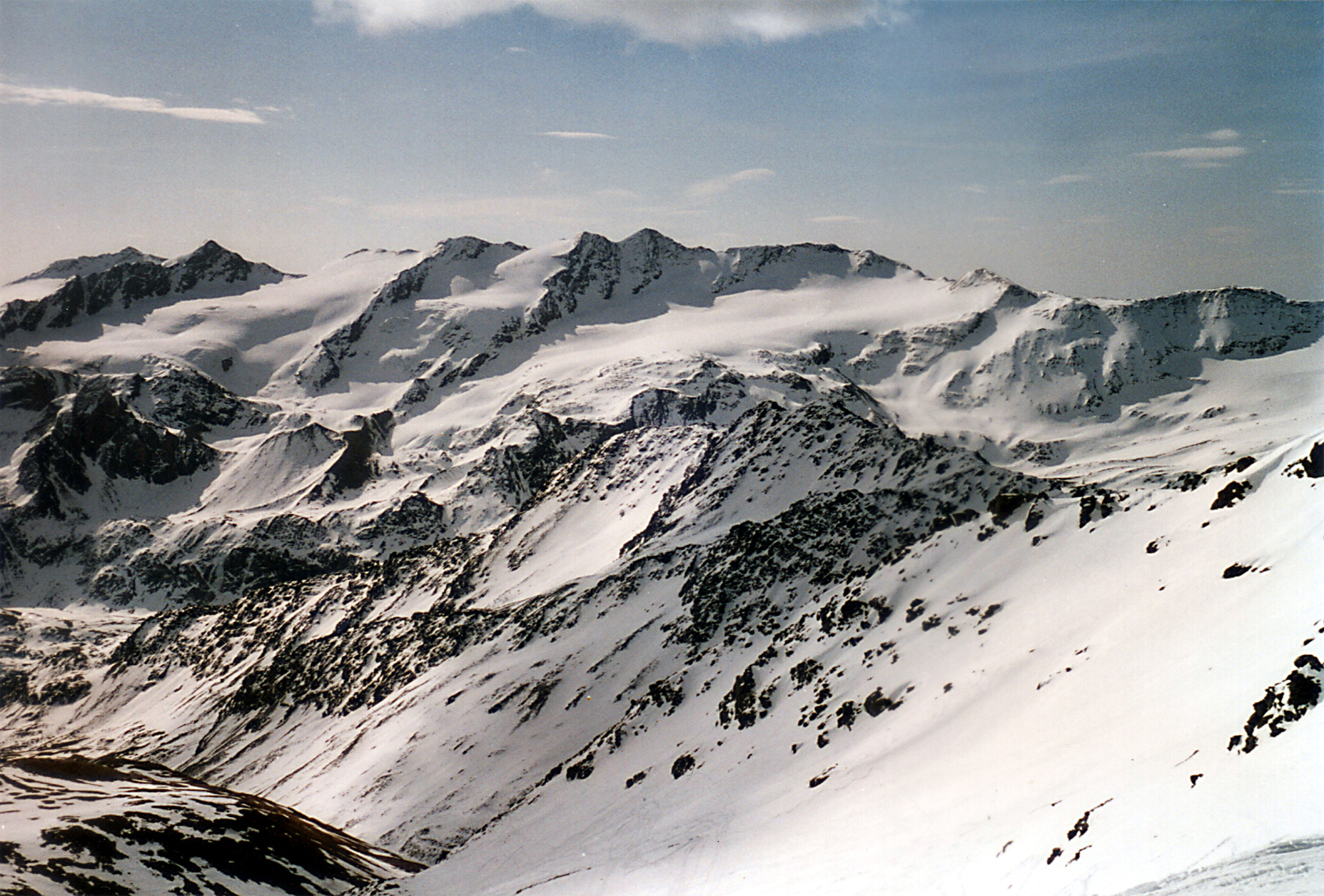

46°27′17″N 10°41′20″E / 46.45472°N 10.68889°E
費內齊亞峰（義大利語：Cima Venezia）是意大利的山峰，位於該國北部，處於博爾扎諾-南蒂羅爾自治省和特倫托自治省接壤的邊界，屬於奥特莱斯山的一部分，海拔高度3,386米，人類在1867年9月24日首次登頂。